# Minnie Creek (Middle Fork Koyukuk River)
Der Minnie Creek ist ein etwa 27 Kilometer langer linker Nebenfluss des Middle Fork Koyukuk River im zentralen Norden des US-Bundesstaats Alaska. Der Flussname tauchte erstmals auf einer Landkarte aus dem Jahr 1899 von T. G. Gerdine vom U.S. Geological Survey (USGS) auf.

## Flusslauf
Der Minnie Creek hat seinen Ursprung in einem kleinen Bergsee im äußersten Südwesten der Endicott Mountains, ein Teilgebirge der Brookskette. Das Quellgebiet liegt etwa auf einer Höhe von 1250 m. Der Minnie Creek fließt in überwiegend westlicher Richtung durch das Bergland. Howard Creek und Larson Creek fließen ihm von Süden her zu. Die Mündung des Minnie Creek in den Middle Fork Koyukuk River befindet sich 1,3 km nordnordöstlich der Siedlung Wiseman auf einer Höhe von 360 m. Der Dalton Highway kreuzt den Flusslauf etwa bei Flusskilometer 1,8, die Trans-Alaska-Pipeline 1,1 km oberhalb der Mündung. Der Minnie Creek entwässert ein etwa 133 km² großes Areal am Südrand der Brookskette.

## Flussfauna
Im Minnie Creek kommen die Arktische Äsche, die Quappe und Coregoninae (whitefish) vor.